# Ronan l'accusatore
Ronan l'Accusatore (Ronan the Accuser) è un personaggio dei fumetti statunitensi, ideato da Stan Lee (testi) e Jack Kirby (disegni), pubblicato dalla Marvel Comics. È apparso la prima volta in Fantastic Four (prima serie) n. 65 (agosto 1967). È un supercriminale alieno nemico dei Fantastici Quattro, Silver Surfer, Capitan Marvel, i Vendicatori e i Guardiani della Galassia. Dagli eventi di Annihilation in poi, il personaggio di Ronan divenne sempre più nobile ed eroico.

## Biografia del personaggio
Ronan nacque sul pianeta Hala, la capitale dell'impero dei Kree nella Nebulosa di Magellano. Egli è un membro della razza dei Kree ed è Capo del Corpo degli Accusatori, organo che funge da corte marziale dell'esercito Kree. La sua carriera nell'esercito fu straordinaria e divenne uno dei più potenti guerrieri Kree. L'Intelligenza Suprema lo nominò supremo accusatore dell'impero dei Kree, e in questo ruolo fu conosciuto semplicemente come Ronan l'Accusatore.
Ronan venne mandato sulla Terra per investigare sulla distruzione di un robot dei Kree da parte dei Fantastici Quattro. La sua sconfitta spinse i Kree a mandare una spedizione sulla Terra in missione di spionaggio. Captain Marvel (Mar-Vell) fece parte di questa spedizione e interagì spesso con Ronan durante la missione.
L'accusatore pianificò segretamente insieme a Zarek di spodestare il leader dei Kree, l'Intelligenza Suprema, credendo che l'impero non dovesse essere guidato da una entità non umanoide ma venne sconfitto dai poteri psionici di Rick Jones e l'Intelligenza Suprema tornò al governo dei Kree.
A seguito di questi accadimenti, la mente di Ronan fu dominata dall'Intelligenza Suprema e combatté contro Mar-Vell in numerose occasioni. Successivamente egli riottenne il controllo di sé e tornò ad essere l'Accusatore supremo. Durante la seconda guerra Kree-Skrull, Ronan sconfigge uno Skrull che aveva assunto le sembianze di Silver Surfer.
Durante Operazione Tempesta Nella Galassia, Ronan fece parte della squadra di eroi Kree, Starforce.
Quando la Terra divenne una prigione durante la storyline Maximum Secuirty, Ronan venne incaricato di essere il guardiano del pianeta, apparentemente in servizio degli Shi'ar. Ciò si rivelò essere una trappola dell'Intelligenza Suprema per sovvertire il Concilio Galattico e usare Ego, il Pianeta Vivente, come un'arma. Anche se Ronan fu capace di potenziarsi assorbendo l'energia di Ego, venne sconfitto quando Mister Fantastic, Iron Man, Giant Man e Bruce Banner usarono un manufatto che trasferì l'energia di Ego in Quasar.

### Annihilation
Supereroi: Le grandi saghe n. 68 (5 luglio 2010, Panini Comics)
Dopo millenni in cui l'impero Kree è stato governato dalla Suprema Intelligenza, la casata Fiyero (gli unici commercianti in un impero di guerrieri) usurpa il potere e accusa ingiustamente Ronan l'Accusatore Supremo dell'Impero Kree, costringendolo all'esilio.
Con l'arrivo dell'Invasione di Lord Annihilus e gli Skrull sterminati (da qui vedi i motivi
degli Skrull per scatenare "Secret Invasion") una misera alleanza militare si frappone all'onda
di Annihilation.
In questo contesto Ronan accorre a comandare i Kree (90% della forza militare di difesa) fino ad allora gettati come carne da cannone in pasto al nemico senza criterio e logica dalla casata Fiyero. Scopre il tradimento della casata Fiyero (alleata di Annihilus) e giustizia sul posto i comandanti inetti, sostituendoli con i guerrieri sottufficiali. Ricompatta i Kree che non hanno mai creduto alle accuse rivoltergli e tiene il fronte. Torna al pianeta natale Kree con il SuperSkrull e Praxagora come alleati super potenti.
Sbaraglia le truppe Kree fino al palazzo dove governano i Fyero. Scopre i lacchè di Annihilus che li protegge, elimina Famelico e gli altri fuggono. Di fronte ai membri della casata Fiyero che accampano scuse per il tradimento dell'onore Kree
egli senza pietà li accusa e li giudica colpevoli eseguendo come sempre la sentenza.
Si reca nella sala della Suprema Intelligenza (resa un vegetale dalla casata Fiyero) e pone fine alla sua non vita.
Si affaccia infine davanti ai soldati Kree che lo acclamano come nuovo Imperatore dei Kree.
Sconfitto Annihilus firma il trattato di pace con Famelico per riorganizzare l'impero.

#### Annihilation Conquest & L'ordine Di Thanos
Durante l'invasione del pianeta Hala da parte dei Phalanx, Ronan si allea con il Super Skrull e Wraith per liberare i Kree.
Quando gli Inumani cercarono aiuto dai Kree contro gli Skrull, Ronan accettò a condizione che la principessa degli Inumani, Crystal, diventasse sua moglie. Durante il giorno del loro matrimonio, Ronan venne attaccato dalla guardia pretoriana degli Shi'ar e venne mandato all'ospedale, non si riprese fino alla fine di War Of Kings.
Durante la guerra contro il Cancroverso, Ronan fece parte del gruppo di eroi guidato da Nova. Per prevenire altri grandi conflitti, si unì ai Devastatori (Annihilators). Protessero Galador da Dire Wraiths e si opposero ai piani della Chiesa Universale Della Verità di far risorgere Magus.
Ronan viene separato da sua moglie Crystal per ordine di Freccia Nera. La separazione fa parte della tregua fra gli Inumani e la rediviva Suprema Intelligenza dell'impero Kree. Sia Ronan che Crystal furono rattristati dalla decisione. Durante la storyline Infinity, Ronan e la Suprema Intelligenza apparvero come membri del consiglio galattico impegnato nella lotta contro i Costruttori.

### Morte degli Inumani
Nella miniserie La Morte degli Inumani, Karnak confronta il comandante di una spedizione militare Kree mandata ad esplorare l'universo tanto tempo fa. Generazioni più tardi, la spedizione Kree ritorna sul pianeta Hala solo per trovarla in rovina. Il comandante rivela a Karnak che hanno incolpato Ronan per la distruzione del loro mondo e hanno esiliato lui e i soldati che gli sono fedeli e stanno pianificando di schiavizzare gli Inumani e usarli per costruire un nuovo impero Kree. Successivamente, Freccia Nera scopre che il comandante ha mentito a Karnak sul fatto di Ronan. I fanatici Kree hanno imprigionato Ronan e i suoi soldati per sottoporli a dei brutali esperimenti. Ora ridotto a un cyborg in agonia, Ronan implora Freccia Nera di porre fine alla sua sofferenza, scusandosi per i problemi che i Kree hanno causato agli Inumani e Freccia Nera esaudisce la richiesta di Ronan, uccidendolo sussurrando al suo orecchio che lo perdona.

## Poteri e abilità
Ronan possiede forza, riflessi e agilità sovrumane, che sono potenziati dalla sua armatura. L'armatura contiene dei dispositivi che generano scudi di energia, rendono Ronan invisibile e dei dispositivi nei guanti che mettono alcuni esseri viventi in uno stato di animazione sospesa. Ronan possiede un'arma chiamata l'Arma Universale, un enorme martello che usa l'energia cosmica per una varietà di effetti, inclusa la trasmutazione (grazie alla quale può trasformarsi in un essere gigantesco e potente) e la disintegrazione della materia, sparare raggi di concussione, l'assorbimento di energia, controllo della gravità e teletrasporto interstellare. Ronan è anche un abile soldato e genio militare, e possiede una grande conoscenza delle leggi dell'impero Kree.

## Altre versioni
Ronan compare anche nell'universo Ultimate ed è uno dei figli di Thanos.

## Altri media

### Marvel Cinematic Universe
Ronan l'accusatore appare all'interno del Marvel Cinematic Universe, interpretato da Lee Pace. Qui è un riluttante sgherro di Thanos e nemico dei Guardiani della Galassia e di Capitan Marvel.
- Appare per la prima volta come antagonista principale nel film Guardiani della Galassia (2014). Thanos gli ordina di recuperare l'Orb, che in realtà è una delle sei Gemme dell'infinito, ossia la Gemma del Potere. Insieme a Nebula e Korath recupera la gemma e si ribella a Thanos ma alla fine viene sconfitto definitivamente dai Guardiani della Galassia.
- Appare anche come antagonista minore nel film stand-alone Captain Marvel (2019), dedicato a Carol Danvers, alias Capitan Marvel, ambientato nel 1995 e cronologicamente prima agli eventi del primo film dei Guardiani della Galassia. Qui, all'inizio, Ronan prende parte alla Guerra Kree-Skrull, sempre al servizio del suo popolo, e viene in seguito chiamato da Yon-Rogg per ordine della Suprema Intelligenza a contrastare la minaccia di Capitan Marvel e il pianeta Terra, insieme alla flotta degli Accusatori, ma vengono sconfitti e ritirati.
- In Avengers: Endgame (2019), Ronan del 2014 viene semplicemente menzionato da Thanos, deluso per la sua enorme ambizione nei suoi confronti.
- Ronan l'accusatore è apparso anche nella prima serie animata dell'MCU What If...? (2021).

### Televisione
Ronan l'accusatore è apparso in alcune serie animate:
- Silver Surfer (1998)
- I Fantastici 4 - I più grandi eroi del mondo (2006-2007)
- Super Hero Squad Show (2009-2011)
- Marvel Super Heroes: What The--?! (2009-2019)
- Avengers - I più potenti eroi della Terra (2010-2012)
- Hulk e gli agenti S.M.A.S.H. (2013-2015)
- Disk Wars: Avengers (2014-2015)
- Guardiani della Galassia (2015-2019)
- X-Men '97 (2024-in corso)

### Videogiochi
Ronan l'accusatore appare in:
- Avengers in Galactic Storm
- Marvel: Avengers Alliance
- Disney Infinity
- LEGO Marvel Super Heroes
- Marvel Puzzle Quest
- Marvel: Sfida dei Campioni
- Marvel Future Fight
- Marvel Mighty Heroes
- Marvel Avengers Academy
- LEGO Marvel's Avengers
- LEGO Marvel Super Heroes 2
- Marvel Strike Force
- Marvel: La Grande Alleanza 3: L'Ordine Nero
- Marvel Super War
- Marvel Duel